# Thessalien
Thessalien (grekiska: Θεσσαλια, Thessalía) är en av Greklands tretton regioner. Regionen uppdelades fram till 2010 i de fyra prefekturerna Karditsa, Larissa, Magnesien och Trikala. Vid reformen 2011 blev Sporades en egen femte regiondel. Thessalien ligger i norra Grekland och gränsar till det grekiska Makedonien i norr, Epirus i väst, Sterea Ellada i syd och Egeiska havet i öst. Regionens huvudort är Larissa.

## Geografi
Thessalien består av två centrala slätter, Trikala och Larissa, och omkringliggande berg. De bördiga sommarregnen, som delar upp året i två tydliga säsonger, har givit Thessalien dess epitet "Greklands kornbod". Bergen ger området tydliga naturliga gränser: Olympos och de Kambuniska bergen i norr, Pindosbergen i väst och bergen Ossa och Pelion i sydväst. Floden Pinios bifloder korsar slätterna.

## Transporter
Genom Thessalien går flera motorvägar och huvudjärnvägen mellan Aten och Thessaloniki.

## Historia
Stora bosättningar har hittats i Thessalien både från neolitisk tid (ca 2500 f.Kr.) och mykensk (i Volos från ca 700 f.Kr.). Under arkaisk tid var landet politiskt söndrat i ett flertal självständiga stater. Styrelsesättet i dessa var strängt oligarkiskt, det vill säga låg i händerna på vissa högadliga släkter, bland vilka aleuaderna i Larissa och skopaderna i Krannon var de mest bekanta. Endast undantagsvis och vid allmän krigsfara slöt sig de thessaliska staterna samman under en gemensam hövding, kallad tagos. Thessalernas kavalleri var omtalat och under en tid kontrollerade de amfiktyonin i norra Grekland.
Under kriget mellan grekerna och Persien ställde sig aleuaderna på Persiens sida. Först omkring 375 f.Kr. lyckades Jason, härskaren i Ferai, att under sitt välde förena större delen av Thessalien, som därigenom för kort tid höjde sig till en stormakt. Hans efterträdares tyranniska regering ledde till att den störtades år 359 f.Kr. Härigenom fick Filip II av Makedonien tillfälle till inblandning och gjorde sig snart till herre i landet. Efter Filip V:s nederlag mot romarna vid Kynoskefalai år 197 f.Kr. återfick det till namnet sin självständighet, men lades 146 f.Kr. till den romerska provinsen Macedonia. Från Alexander Severus tid, 222–235 e.Kr., utgjorde det en egen provins.
Under medeltiden råkade Thessalien ut för många infall av hunner, goter och bulgarer, och under 1100-talet invandrade en mängd vlacher. De hade från 1200-talet kontrollen i området, som då kallades Megale Vlachia. Turkar behärskade Grekland inklusive Thessalien från 1394, i senare tider som en del av vilajetet Janina, men landskapet beboddes även under denna tid huvudsakligen av greker. 1881 blev det en del av det självständiga Grekland. 1897 befann sig Grekland i krig med Osmanska riket och Thessalien ockuperades av turkarna. Ockupationen hävdes i juni 1898.